# Biao Liu
Biao Liu (15 maart 1988) is een Chinees voormalig wielrenner. Liu reed tussen 2012 en 2013 bij Champion System Pro Cycling Team.

## Belangrijkste overwinningen
2010
Ronde van de Xiangrivier
2011
Chinees kampioen op de weg, individuele tijdrit, elite
Avery · Boillat · Butler · Clarke · Friedemann · Gardeyn · Jiang · Jiao · Kemps · Kirsipuu · Lewis · Liu · Manan · Ojavee · Othman · Wong · Wu · Wurf · Xu
Anderson · Avery · Bell · Beyer · Brammeier · Butler · Feng · Friedemann · Gazvoda · Jang · Jiang · Jiao · Lewis · Liu · Nishizono · Ojavee · Othman · Roth · Schnaidt · Tang · Traksel · Wu · Xu · Brenes (stagiair) · Cheung (stagiair) · Smith (stagiair)